# Gulyás József (irodalomtörténész)
Gulyás József (Debrecen, 1885. december 11. – Sárospatak, 1954. február 7.) református tanár, irodalomtörténész.

## Életútja
Szülőhelyén járt gimnáziumba, majd négy évig mint Eötvös-kollégista a budapesti egyetem bölcsészeti karán tanult magyar-latin szakon. Gimnáziumi tanár volt 1909-ben Szatmárnémetiben, 1910-ben Sárospatakon. Itt később a kollégium könyvtárosa volt. 1910 őszén Budapesten bölcsészdoktorrá avatták, majd 1927-ben egyetemi magántanári képesítést nyert Debrecenben. 1950-ben vonult nyugalomba.
Magyarra fordította Szombathi Jánostól A sárospataki kollegium történetét (1919.) és Egynémely feljegyzéseit (1922.).

## Munkái

### Néprajzi és irodalomtörténeti vonatkozású művei
- Az Árgirus-mese feldolgozásai (Sárospatak, 1910)
- Árgirus és Tündér Ilona (Sárospatak, 1912)
- A kuruc balladák hitelessége (Simoni János–Harsányi István társszerzőkkel, Sárospatak, 1914)
- A sárospataki kéziratos népmese gyűjtemény (Sárospatak, 1917)
- Sárospatak és vidéke (Kántor Mihállyal, Budapest, 1933)

### Egyházi vonatkozású művei
- Tokaji ref. papok. (Sárospatak, 1917.)
- A reformáció és a magyar irodalom. (Sárospatak, 1921.)
- Dolgozatok. (Sárospatak, 1926.)
- Forgácsok. (Sárospatak, 1926.)
- Perényiek a magyar irodalomban. (Sátoraljaújhely, 1926.)
- Új adatok Károlyi Gáspárról (Harsányi Istvánnal). (Sárospatak, 1927.)
- Mozaikdarabok. (Sárospatak, 1929.)
- Egyháztörténeti hátterű, ismeretlen énekek. (Debrecen, 1929.)
- A sárospataki ref. főiskola rövid története. (Sárospatak, 1931.)